# Joe Bryant
Joseph Washington "Joe" Bryant III (Philadelphia, 1954. október 19. –‎ ?, 2024. július 16.) amerikai profi kosárlabdázó és edző, Kobe Bryant édesapja. Az NBA-ben nyolc idényt játszott a Philadelphia 76ers, a San Diego Clippers és a Houston Rockets csapatánál, majd Olaszországban és Franciaországban folytatta karrierjét. Később edzőként dolgozott, többek között a WNBA-beli Los Angeles Sparks vezetőedzőjeként.

## Gyermekévek és főiskolai pályafutás
Joe Bryant a philadelphiai John Bartram High Schoolban játszott, majd 1973 és 1975 között a La Salle University csapatát erősítette, ahol meghatározó játékos volt.

## NBA-pályafutás (1975–1983)
1975-ben a Golden State Warriors választotta ki a NBA-draft első körében (14. helyen), de jogait a Philadelphia 76ers kapta. A Sixers színeiben 1976–77-ben NBA-döntőt játszott Julius Erving mellett. 1979-ben a San Diego Clippers játékosa lett, majd 1982-ben a Houston Rockets-hez igazolt. Összesen 606 NBA-mérkőzésen lépett pályára, ahol átlagosan 8,7 pontot, 4,0 lepattanót és 1,7 gólpasszt szerzett.

## Európai évek (1983–1992)
1983-ban Európába költözött, és Olaszországban valamint Franciaországban játszott: többek között a Sebastiani Rieti, a Reggio Calabria, a Pistoia, a Reggiana és a Mulhouse csapataiban.

## Edzői pályafutás (1992–2015)
Első edzői megbízatását 1992–1993-ban kapta az Akiba Hebrew Academy női csapatánál. Később a La Salle University asszisztensedzője lett (1993–1996). 2005 és 2007, valamint 2011-ben a Los Angeles Sparks vezetőedzőjeként dolgozott. Japánban, Thaiföldön és más országokban is edzősködött, legutóbb a Rizing Fukuoka csapatánál 2015-ben.

## Magánélete
1975-ben házasodott össze Pamela "Pam" Cox-szal. Három gyermekük született: Sharia, Shaya és Kobe Bryant.

## Halála
2024. július 15–16-án hunyt el, 69 évesen, egy súlyos stroke következtében. Halálát a La Salle University és több sajtóorgánum is megerősítette.